# Gymnopleurus particolor
Gymnopleurus particolor là một loài bọ cánh cứng trong họ Bọ hung (Scarabaeidae).